# Danuta Mroczek-Szlezer
Danuta Mroczek-Szlezer  (ur. 1952 w Krakowie) – polska pianistka i kameralistka, profesor sztuk muzycznych.

## Życiorys
Rozpoczęła grę na fortepianie w wieku siedmiu lat. Brała udział w IX Festiwalu Pianistyki Polskiej w Słupsku w 1975 roku. W 1976 roku ukończyła z wyróżnieniem studia w Państwowej Wyższej Szkole Muzycznej w Krakowie, gdzie kształciła się w klasie fortepianu u profesora Ludwika Stefańskiego. Ukończyła także studia podyplomowe w Accademia Musicale Chigiana w Sienie. Kształciła się m.in. u Aldo Ciccoliniego w Sienie, Rudolfa Kehrera w Weimarze i Nikity Magaloffa w Genewie. Od 1994 do 2005 roku była kierownikiem Katedry Kameralistyki Akademii Muzycznej w Krakowie.
12 maja 1998 roku uzyskała tytuł profesora sztuk muzycznych. W latach 1996–2019 pełniła funkcję kierownika Międzywydziałowego Studium Pedagogicznego. Obecnie pracuje w Akademii Muzycznej w Krakowie w Katedrze Kameralistyki. Wcześniej pracowała także w Katedrze Fortepianu tejże uczelni. 
Współzałożycielka tria fortepianowego Artemus oraz Towarzystwa im. Ferenca Liszta z siedzibą we Wrocławiu. Należy do Stowarzyszenia Polskich Artystów Muzyków, Krakowskiego Towarzystwa Muzycznego, Towarzystwa im. Karola Szymanowskiego w Zakopanem. W 2021 roku współpracowała z „Notesem Muzycznym” jako recenzentka
Dokonała licznych nagrań m.in. dla wytwórni: STEBO, Equant i Moderato Classics, m.in. Café Oblivion z Mieczysławem Szlezerem (Amadeus Records, 2011).
Żona Mieczysława Szlezera, matka Marka Szlezera.

## Odznaczenia
- Srebrny Krzyż Zasługi (postanowienie z 22 stycznia 2007)[9]
- Medal Komisji Edukacji Narodowej (decyzja z 13 sierpnia 2018)
- Złoty Medal za Długoletnią Służbę (postanowienie z 22 maja 2020)